# Зейналова, Тораханым
Тораханым Зейналова (азерб. Törəxanım Zeynalova; 1895, Баку — 1974, Баку) — советская и азербайджанская актриса и художница по костюмам.

## Биография
Родилась в 1895 году в Баку в районе Ичеришехер. Работала художницей по костюмам в Театре музыкальной комедии. Однажды в Театр музыкальной комедии пришёл режиссёр Ариф Бабаев и пригласил будущую актрису сниматься в кино, та приняла его предложение. В советско-азербайджанском кинематографе дебютировала в 1938 году и с тех пор снялась в 12 работах в кино, включая роль медсестры в киножурнале Фитиль в сюжете «Соринка» (1970). Самая запоминающаяся роль актрисы – роль бабушки в фильме «Последняя ночь детства». Как отмечали советско-азербайджанские критики после выхода фильма Последняя ночь детства в свет — «Бабушка колоритна в своем исполнении. У нас было очень мало актёров, которые своими маленькими образами заслужили право жить вечно в сердцах зрителей».
Скончалась в 1974 году в Баку.

## Память
Образ бабушки, созданный актрисой, ещё раз продемонстрировал широкому зрителю феномен бабушки в азербайджанской семье и понятие бабушки. Вот уже более 50 лет, когда в азербайджанском кино упоминается образ бабушки, на ум приходит образ, которая создала выдающаяся актриса.  Фильм «Последняя ночь детства» любят и смотрят уже много лет. Образ бабушки, созданный актрисой, всегда дарит нам с экрана свою любовь и ласку, а память о этой выдающиеся актрисе будет жить вечно.

## Фильмография
- 1938 — Бакинцы
- 1939 — Крестьяне
- 1959 — Настоящий друг
- 1960 — Приключение муллы[азерб.]
- 1965 — Чернушка
- 1967 — 
  - Земля. Море. Огонь. Небо
  - Почтовый ящик
- 1968 — Последняя ночь детства — Бабушка.
- 1969 — Хлеб поровну
- 1970 — Фитиль (сюжет «Соринка») — Медсестра.
- 1972 — Фламинго, розовая птица
- 1971 — День прошёл